# Khafadja
Els Khafaja (àrab: خفاجة, Ḫafāja) foren una fracció de la tribu dels Uqayl ibn Kab, del grup Hawàzin. El seu ancestre fou Khafaja ibn Amr ibn Uqayl. La tribu estava subdividida en 11 branques: Muàwiya Dhu-l-Qarh, Kab Dhu-n-Nuwayra, Al-Akra, Kab al-Àsghar, Àmir, Màlik, Al-Hàytham, Al-Wazi, Amr, Hanz i Khàlid.

## Història
Abans de l'islam vivien al sud-est de Medina i després es van estendre cap a la Yamama en lluita contra els Banu Hanifa, i on ja estaven establerts en el segle VIII; avançat el segle x, segurament sota pressió dels càrmates, es van establir a Kufa de la que es van apoderar, dirigits pel xeic Thumal i sembla que van ser aliats dels seus cosins els Banu Yuzid, que dominaven a Mossul, però més tard s'hi van enfrontar.
L'uqàylida Karwash els va derrotar a Kufa (any 1000) i els va fer abandonar la zona; es van dirigir a Síria però al cap d'un any van retornar cridats pel general abbàssida Abu-Jàfar al-Hajjaj per lluitar contra els uqàylides, que estaven assetjant Madain. El 1011, ben armats, van exigir els territoris a l'est de l'Eufrates que estaven en mans dels uqàylides i dirigits per Sultan, Ulwan i Radjab, fills de Thumal, van avançar cap al-Anbar i van saquejar la regió. Els abbàssides van enviar un exèrcit que va rebre el suport dels uqàylides, i foren rebutjats, mentre Sultan fou fet presoner però fou alliberat al cap de poc i el 1012 va atacar Kufa. Un exèrcit amb suport del mazyàdida Abu-l-Hassan ibn Màzyad al-Asadi el va derrotar altre cop a la riba del riu al-Rumman; Sultan va poder fugir aquesta vegada, però un germà, Muhammad, fou fet presoner. Mentre l'emir uqàylida Qarwaix, que havia estat capturat però després alliberat, va buscar l'aliança de Sultan ibn Thumal però atacats per tropes enviades des de Bagdad, les forces aliades foren derrotades; després els dos rebels foren perdonats.
Després d'uns anys de pau, el 1026 Dubays ibn Alí ibn Màzyad al-Assadí, nou emir mazyàdida, i Abu l-Fityan Mani ibn Hasan, nou xeic dels khafaja, van atacar les terres dels uqàylides al Sawad, amb el suport abbàssida, i es van trobar amb Karwash prop de Kufa; l'emir uqàylida va fugir cap al nord i els asad i els khafaja es van apoderar d'al-Anbar, però aviat es van dispersar per retornar als seus terrenys de pastura i Karwash la va recuperar. Llavors Abu l-Fityan Mani ibn Hasan es va dirigir a al-Djamiayn o al-Djamian (més tard Hilla) que estava en mans de Dubays ibn Sàdaqa ibn Màzyad i va saquejar la rodalia; davant el contraatac de Dubays, Mani es va retirar al nord i va atacar al-Anbar els habitants de la qual van presentar resistència, però mancada de muralles fou ocupada pels khafaja i incendiada. Quan Karwash es va acostar la van abandonar però no van tardar a tornar i en van fer un segon saqueig, encara que finalment Karwash els va poder expulsar i va construir unes muralles durant l'hivern.
Mani mentre va fer jurament a l'amir buwàyhida Abu-Kalijar i va entrar a Kufa on va fer llegir la khutba en nom de l'amir; el 1029 Dubays també va fer el mateix jurament. El khafadjka van sostenir a un o altra partit durant uns anys; el 1033 quan Dubays es va enfrontar al seu germà Thabit, van donar suport a Dubays; però també van esclatar conflictes entre els khafaja: Ali ibn Thumal fou assassinat i el seu nebot al-Hasan ibn Abi Barakat va esdevenir xeic. El 1036, quan es va revoltar a Bagdad l'hàjib Bars Tugha, al-Bassassirí va utilitzar als khafaja per reprimir la rebel·lió, fins que Bars Tugha fou executat.
Durant uns anys no van donar motius per parlar d'ells però el 1054 van atacar altre cop al-Djamiayn que van saquejar. Al-Bassassirí va acudir en ajut de Dubays i els khafaja es van retirar a la seva fortalesa del desert, de nom Khaffan, que fou assetjada i arrasada, menys la ciutadella. Quan poc després al-Basasiri es va revoltar contra el califa el mateix 1054, es va apoderar d'al-Anbar on va trobar a uns 100 khafaja presoners.
Els khafaja van romandre absents per un temps dels conflictes fin el 1092 quan van atacar a peregrins que passaven per Kufa i Bagdad va enviar un contingent que va fer una matança de la tribu. El 1105 va entrar en conflicte amb la tribu tayyibita dels ubada per uns camells robats; els ubada podien aixecar 500 guerrers i els khafaja, que no disposaven de tantes forces, van demanar ajut al mazyàdida Sàdaqa ibn Mansur al-Assadí, mercès al qual van poder derrotar els seus rivals. Però un any després els ubada, ajudats per Badr ibn Sàdaqa, van expulsar els khafaja de les seves terres, cap al nord, al desert de Síria; els ubada van ocupar llavors el Sawad.
El 1141 els khafaja van fer una incursió a l'Iraq central però foren rebutjats i els van causar moltes baixes. El 1161 estaven tant reduïts que es van haver de refugiar a la rodalia d'Hilla i de Kufa demanant provisions que no els foren entregades; el governador d'Hilla, Kaysar, va sortir amb 250 homes per fer-los fora, i el de Kufa, Arghash, va fer el mateix; els khafaja van haver de fugir fins que finalment es van aturar a Rahbat al-Sham decidits a lliurar una desigual batalla, obtenint una inesperada victòria en que Kaysar va morir en combat i Arghash va fugir a al-Rahba. La tribu va demanar perdó assenyalant que havien hagut de lliurar el combat per sobreviure, i el visir Ibn Hubayra va acceptar les disculpes. Apareixen esmentats per darrer cop el 1192 quan van anar en ajut de Bàssora, atacada per la tribu dels amir.